# 英雄儿女 (话剧)
英雄儿女是中華人民共和國一部话剧，該話劇由上海话剧艺术中心創作，改编自巴金的小说《团圆》以及长春电影制片厂拍摄的同名电影《英雄儿女》。該話劇讲述的是上海籍中國人民志愿军士兵王成、王芳兄妹參加朝鮮戰爭的故事。首輪演出於2022年10月6日至16日在上海上演。2022年12月1日至12月4日，第二轮演出開始。

## 職員表
- 编剧：喻荣军
- 执导：胡宗琪
- 舞美设计：那树枫

## 演員表
- 贺梦洁 饰 王芳
- 刘炫锐 饰 王成
- 李超 饰 王文清
- 刘鹏 饰 王复标
- 陈文波 饰 张振华
- 高泽鹏 饰 赵国瑞
- 冯嘉烨 饰 凌光华[4]